# باتريك أديارت
باتريك أديارت (بالإنجليزية: Patrick Adiarte)‏ مواليد 2 أغسطس 1942 في مانيلا، كومنولث الفلبين، هو ممثل فلبيني أمريكي بدأ مسيرته الفنية سنة 1956.

## الأعمال

### أفلام
| السنة | العنوان    | الدور               |
| ----- | ---------- | ------------------- |
| 1956  | الملك وأنا | الأمير شولالونغكورن |

### مسلسلات
| السنة     | العنوان            | الدور       |
| --------- | ------------------ | ----------- |
| 1968      | يحتاج الأمر إلى لص | ولي العهد   |
| 1970      | أيرون سايد         | لوي تالا    |
| 1971      | بونانزا            | سويفت ايغيل |
| 1972      | هاواي فايف أو      | ديفيد       |
| 1972-1973 | ماش                | هو-جون      |

## روابط خارجية
- باتريك أديارت على موقع IMDb (الإنجليزية)
- باتريك أديارت على موقع أول موفي (الإنجليزية)
- باتريك أديارت على موقع قاعدة بيانات برودواي على الإنترنت (الإنجليزية)
- باتريك أديارت على موقع إن إن دي بي (الإنجليزية)
- باتريك أديارت على موقع قاعدة بيانات الفيلم (الإنجليزية)